# Kanał Śródlądowy

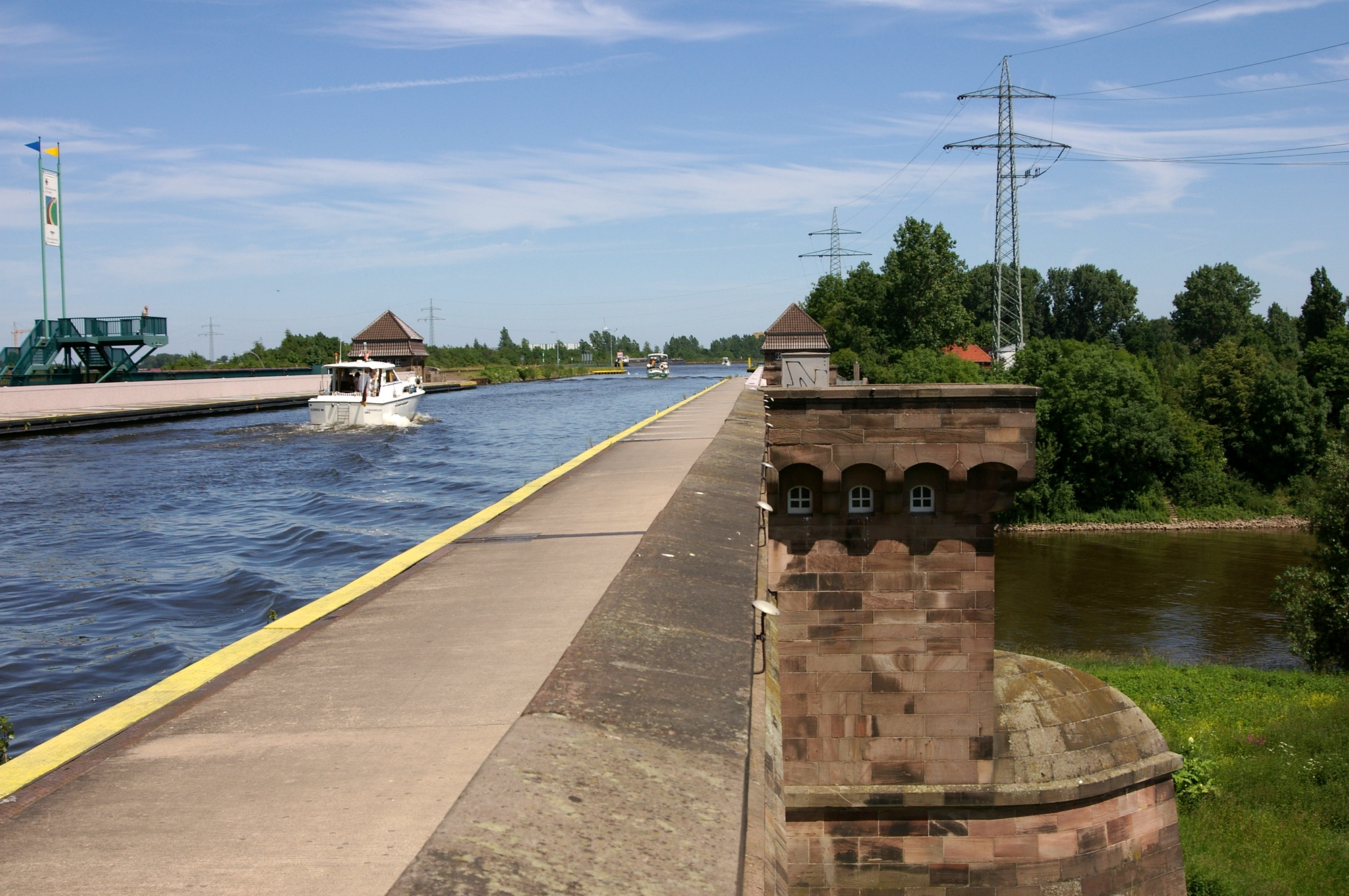
Wiadukt wodny w Minden

Kanał Śródlądowy (niem. Mittellandkanal, MLK) – kanał żeglugowy w Niemczech, pomiędzy kanałem Dortmund-Ems a Łabą. Jest najdłuższą drogą wodną Niemiec. Zbudowano go w 1906 roku, jednak pierwsze projekty drogi wodnej, która miała połączyć Ren z Łabą sięgają roku 1856. W chwili obecnej kanał ten ma klasę żeglugową Vb dopuszczając do żeglugi jednostki o tonażu ponad 3000 ton, długości 110 m i szerokości 11,40 m. Ukończenie tego kanału wraz z systemem innych istniejących kanałów zapewniło połączenie wodne krajów europejskich od Szwajcarii i Francji oraz krajów Beneluksu po Polskę i Czechy.
Miasta położone nad Kanałem Śródlądowym
- Ibbenbüren
- Osnabrück (przez odgałęzienie)
- Bramsche
- Lübbecke
- Minden
- Garbsen
- Hanower
- Sehnde
- Hildesheim (przez odgałęzienie)
- Peine
- Salzgitter (przez odgałęzienie)
- Brunszwik
- Wolfsburg
- Haldensleben
- Magdeburg